# 現代音楽/地域別の動向
21世紀を迎えた現代音楽の現状は、「影響が世界中に拡散した」ことが19世紀のクラシック音楽以前と異なる点である。この現状に対応するために、現代音楽/地域別の動向（げんだいおんがく/ちいきべつのどうこう）では、各地域ごとの動向を解説する。

## 西欧・南欧

### ドイツ
1950年代のヨーロッパの現代音楽の方向性を決定付けるのに、戦前より開始されたドイツのドナウエッシンゲン音楽祭や、戦後に始められたダルムシュタット夏季現代音楽講習会（現在は隔年開催）の果たした役割は大きい。特にダルムシュタットの講習会は、初期にはピエール・ブーレーズ、カールハインツ・シュトックハウゼン、ルイジ・ノーノ、ルチアーノ・ベリオなどがここで活躍し、前衛的な音楽を探求した。後にはジョン・ケージやジェルジ・リゲティ、ヤニス・クセナキスなど異なる流派の作曲家も参加し、ケージの偶然性などがヨーロッパに伝えられた。その後、ダルムシュタットは1950年代ほどの影響力は持たなくなったものの、後年においてもヘルムート・ラッヘンマンやブライアン・ファーニホウなど、シュトゥットガルト音楽大学やフライブルク音楽大学を中心とした次世代の作曲家らが講師陣をつとめ、1980年代の音楽シーンを新たに牽引した。
ドイツでは、ダルムシュタットの他にドナウエッシンゲン音楽祭も重要な現代音楽の発信地として挙げられる。歴史はこちらの方が古く、組織は別だが、取り上げられる作曲家の傾向はほぼダルムシュタットと共通性がある。ドナウエッシンゲンを主催しているのは南西ドイツ放送（SWR）で、放送（海外放送局への録音配布も含む）や録音メディアの販売により、その活動は諸外国にもよく知られている。
ドイツではダルムシュタットやドナウエッシンゲンに限らず、この他にもドイツ全国に30余りある州立音楽大学、150近い管弦楽団、100近いオペラハウス、10以上の独立した公共放送による13の放送交響楽団と管弦楽団、多数の音楽祭などが、作曲家への委嘱などを通して常に優れた作品を生み出しつづけている。
その一方、東西分断時代に共産圏であった旧東ドイツは、旧西ドイツとはまったく異なる作曲活動を余儀なくされた。ドレスデンで活躍した作曲家・指揮者のヘルベルト・ケーゲルは東西ドイツ統一後に自殺した。その原因については、社会主義の終焉に絶望したためという説もあるが、真相は不明である。しかしこの地域にもパウル=ハインツ・ディートリッヒなどの優れた作曲家がいる。
1970年代生まれの作曲家には、ペーター・ガーンとズベン・インゴ・コッホがおり、両者ともに日本に公的に紹介されている。1980年代生まれの作曲家にはヨハネス・クライドラー、ベンヤミン・ショイアー、コンスタンチン・フォイアー、トビアス・クリッヒなどがいる。

### ドイツ語圏
ドイツ現代音楽の潮流は、広義としてはドイツおよびオーストリア、スイスのドイツ語圏を含むと考えてよい。
スイス出身の作曲家としては、クラウス・フーバーや、オーボエ奏者としても世界的にその名を知られるハインツ・ホリガーらがいる。彼らはドイツのフライブルクで教職を勤め、フーバーはブライアン・ファーニホウや細川俊夫を教えた。また、バーゼル音楽大学のユルグ・ヴィッテンバッハは、長年にわたり作曲家・ピアニスト・指揮者として活動し、以前から知られている。ピアニストのマリアンネ・シュレーダーも作曲活動を開始している。
ウィーンでは、戦前の新ウィーン楽派の功績がまず挙げられるが、より現在に近いところでは、ポーランド人作曲家のローマン・ハウベンシュトック＝ラマティが、ウィーン音楽院で多くの作曲家を育てた。なかでも、その弟子でスイス出身のベアート・フラーは、優秀な現代音楽アンサンブル、クラングフォラム・ウィーンを結成し、グラーツ音楽大学で教え、ウィーンを中心に新たな潮流を生み出している。同じくスイス出身の、クラウス・フーバーの弟子のミカエル・ジャレルも、現在ウィーン音楽大学と故郷のフランス語圏のジュネーブ音楽院で教鞭をとっている。また、指揮者のクラウディオ・アバドが提唱した現代音楽祭「ウィーン・モデルン」もよく知られている。オーストリアの公共放送はORF一局のみだが、ウィーン放送交響楽団を初めとして、ウィーンの放送局の中で常に完全無料の公開初演を行い、「オーストリア・1（アインツ）」のFM放送で一年中放送されている。
ザルツブルクでは、ポーランド出身のボグスワフ・シェッフェルが、モーツァルテウム音楽大学で電子音楽のゲルハルト・ヴィンクラーや、ザルツブルク・シンフォニエッタ・ダ・カメラの主宰者・指揮者で自ら作曲コンクールも企画しているペーター・ヴィーゼン＝アウアーなどを教えた。シェッフェルの退官後はシュヴァツで夏期講習を開催し、多くの弟子を輩出している。ザルツブルク音楽祭は近年ジェラルド・モルティエ以降、現代音楽が盛んになった。

### フランス
フランスでは、戦後よりオリヴィエ・メシアンがパリ音楽院で教鞭をとり、多くの作曲家を育成した。その弟子の一人で、戦後現代音楽の最重要作曲家の一人であるピエール・ブーレーズは、現代音楽アンサンブル、ドメーヌ・ミュジカルを組織し、演奏会などを通じて前衛音楽を多数紹介した。この活動は後に、IRCAM所属のアンサンブル・アンテルコンタンポランによって引き継がれている。「メシアン門下になることは少数派につくことを意味した」というブーレーズの発言に見られるように、この活動は決して平坦な道のりではなかったようだ。メシアンがパリ音楽院の作曲科の教授に迎えられたのは1960年であり、それまでは理論系の別の科を渡り歩いていた。
現在では、ブーレーズが初代の所長を務めた電子音響音楽研究施設IRCAM（イルカム、1976年より）を中心として、ジェラール・グリゼーやトリスタン・ミュライユ(現ザルツブルク・モーツァルテウム大学教授)をはじめとするスペクトル楽派と呼ばれる作曲家が、電子音響あるいは音響学的な分析を応用した作曲活動を行っている。スペクトル楽派の影響はフランスという一つの国籍に縛られず、むしろIRCAMで学んだ多国籍の作曲家に影響を与えている（詳しくはスペクトル楽派の項を参照）。
また一方で、ヤニス・クセナキスがUPICを開発したCEMAMu（スマミュ、現在の名称はCCMIX）や、ラジオフランスの研究施設INA-GRM（イナグラム）で活動する作曲家の一部は、スペクトル音楽とは別の方向性を探っている。代表的な作曲家にリュック・フェラーリがいる。ただしIRCAMとINA-GRMの双方の組織にかかわる作曲家は、自由にそれらの長所を使い分けている。
ほかに、これらの流れに与しない存在としてパスカル・デュサパンが活躍している。デュサパン以降の若手では、レジス・カンポのように、グリゼーに師事しながら全く別の語法を探る作曲家もいる。マルク・モネも、エレクトロニクスを駆使したユーモア色の強い作風で知られている。
その一方で、国外への影響力は薄いものの、クロード・バリフ、アラン・バンキャール、ジャック・ルノ、オリヴィエ・グレフ、ブリス・ポゼ、ニコラ・バクリ、ティエリー・ランチノらのように、エクリチュール（書式）の完成度の格調と音色美を誇る「フランスの古き良き伝統」を継承する流派も今日まで続いている。教会音楽の分野で、近代からのマルセル・デュプレ、シャルル・トゥルヌミール、モーリス・デュリュフレらの伝統を受け継ぐ流れとしてティエリー・エスケシュの名が挙げられるし、世俗的諧謔性とフランス室内楽の精神（エスプリ）を併せ持つ流れとして、近代からのジャック・イベールやジャン・フランセを引き継ぐジャン＝ミッシェル・ダマーズの名が挙げられる。いずれも、いわゆる「現代音楽」と呼ばれる音楽の書法から見れば古典的だが、彼らは、現代においても脈々と受け継がれている伝統的楽派である。
現在は10回余りの国境を越えた再演を賞とするアンサンブル・アレフ主催国際作曲フォーラムなどで更に若手の国際的作曲家の発掘に余念がない。

### イタリア
イタリアではルチアーノ・ベリオ、ブルーノ・マデルナやルイージ・ノーノのような先駆者の後に、1930年代生まれの作曲家から次々に独創的な作曲家が出現した。ダヴィデ・アンザギ、シルヴァーノ・ブッソッティ、ニッコロ・カスティリオーニ、フランチェスコ・ペンニージ、アルマンド・ジェンティルッチらの存在が挙げられる。アツィオ・コルギ、カミロ・トンニは名教師としても知られた。
戦後生まれのイタリアの作曲家で、最もよく知られているのは、1947年生まれのサルヴァトーレ・シャリーノである。独学で学んだシャリーノは、フランコ・エヴァンジェリスティに見出され、1970年代に斬新な音色感に溢れた作品を数多く書き、その名を知らしめた。2004年時点でシャリーノの作品のCDが複数のレーベルから21枚も発売、その後もリリースが絶えることがない。ノーノが日本のサントリー音楽財団から委嘱を受けた際、次世代の有望な作曲家として紹介した作曲家は彼である。
その後、イタリアの作曲家たちには「斬新さ」や「新しさ」といった側面があまり見受けられない傾向が進んだ。ファブリチオ・デ・ロッシ・レ、ルカ・ベルカストロ、ジョルジォ・コロンボ・タッカーニといった1960年代生まれの作曲家たちには、シャリーノのような斬新さはない。近年は、リッカルド・ヴァリーニやエマヌエーレ・カザーレといった中堅が活躍している。現在はステファノ・ジェルヴァゾーニ（2006年度以降パリ音楽院教授）やマルコ・ストロッパ（現シュトゥットガルト音楽大学教授）のように、国外で教職に付き、イタリアへ逆輸入する形式で創作する者も目立っている。
第2次世界大戦前生まれの世代では、ジャチント・シェルシとフランコ・ドナトーニが特に良く知られている。シェルシは退院後、フランスのジェラール・グリゼーなどへ指導を行うかたわら、マイペースで作曲活動を行った。そのためイタリア国内では時折紹介されるという形が続いていたが、世界にその名が知られるようになったのは1980年代に入り、ケルンのISCM音楽祭でハンス・ツェンダーが一連の管弦楽曲を指揮してからである。彼のアシスタントを務めたことのある作曲家は、アルド・クレメンティを始めとして数多い。ドナトーニは前衛の時代から活発な創作活動を行っていたが、1977年に「自己否定のオートマティズム」と呼ばれる手法に辿り付いて以来、この方法で作品を多作した。
ドナトーニも亡くなり、名教授ソッリマも没し、イタリア現代音楽を支えた人物の多くは亡くなりつつある。現在はアンドレア・ポルテラ、ロベルト・ルスコーニ、ヴァレリオ・ムラート、オスカル・ビアンキ、アンドレア・サルト、アレッサンドラ・ベッリーノほかの1970年代生まれの戦後以後世代の躍進が目立っている。
イタリアはかつて音楽学校のディプロマは卒業証書ではあっても学位と認められなかった ため、大学とダブルスクールを余儀なくされた作曲家も多い。こうしたことから、イタリアのプロ作曲家はかなりのエリート集団とみなされている。現在はボローニャ協定で音楽学校のディプロマが学位として認可されることになり、今後もこの潮流が継続するのかは不明である。

### オランダ
オランダは前衛音楽に対する拒絶がない国と言われる。それは、ガウデアムス財団の若手作曲家への支援に現れている。かつてイギリスは保守的であったため、マイケル・フィニスィーなどの多くのイギリス人作曲家がオランダへ移り、作品発表を行った。現在も、母国を離れてオランダで活動する作曲家は多い。一方で、アントワーヌ・ボイガーのように国外に移住する作曲家もいる。
オランダでは、同国の現代音楽の黎明期にアルチュール・オネゲルの門下生、シメオン・テン・ホルトがその名を留めている。ホルトは現在も創作活動を行っており、際限のない反復語法を師から受け継いだ後は独自のミニマル書法を展開している。
ルイ・アンドリーセンは、即興音楽を図形楽譜で表現する手法で知られたが、1970年代以後は商業音楽との境界を突き崩し、「物質」四部作により一世を風靡した。現在もオランダ楽壇で影響力を持つ。
マータイン・パディング、フバ・デ・グラースらの中堅世代から、ミヒャエル・フォン・デル・アー、メリーン・トヴァールホーフェンらの若手の世代に至るまで、前衛的様式と古典的様式を折衷させる傾向の者が多かった。各世代に共通して見られる反復語法は、20世紀のオランダ人画家のマテリアルの配置からの影響と見る、つまり「視覚的な印象をそのまま作曲へ」反映させていると考えることが出来た。
2000年代に入ると、様々な国からの留学生を受け入れるようになり、オランダの現代音楽は留学生を通じて国際的な広がりを見せたと言われている。しかし、リーマン破綻以降のオランダの財政は大きくがたついており、今後もまとまった支援ができるのか極めて不透明である。
また、国際現代音楽協会の本部は、現在はオランダ・ユトレヒトにある。

### ベルギー
ベルギーはかつては極めて保守的な空間 と言われていたが、シュトックハウゼンとともにピアノを弾いたカレル・フイヴァールツが前衛音楽の第一号である。
その後、エリザベート国際音楽コンクールのための課題曲を作曲したジャン=リュク・ファフチャン、入野賞を受賞後ロシアから亡命したヴィクトル・キッシン、エレクトロニクスを駆使するステファン・プリンズなど中堅から若手までの個性は各国のヨーロッパの影響がブレンドされており、聴きやすい音色の持ち主が多い。
なお、現在のヴェテランにはリュク・ブレウェイスがおり、彼はダルムシュタット講習会でピアニストとしてデビュー後作曲家としてトリエステ賞を受賞し、ドビュッシーの前奏曲集全曲のオーケストラ編曲で知られていた。そのブレヴェイスも亡くなり、前述のプリンズはISCM Young Composers' Awardを制したところを見ると、ベルギーは若手にバトンが手渡された印象を与えている。ただし、もともとの人口がそもそも少ないため、現代音楽に身を投じる人物があふれるほどではない。

### イギリス
イギリスは、ハリソン・バートウィッスルやピーター・マックスウェル＝ディヴィスら、前衛的様式とは距離を置く作曲家が著名である。しかし、ブライアン・ファーニホゥのフランスデビュー以後、ジェイムズ・ディロン、マイケル・フィニスィー、リチャード・バーレット、サイモン・ホルトに代表される新しい複雑性と呼ばれる傾向の作曲家が次々現れたほか、クリス・ニューマンのような特異な個性を持つ作曲家も登場した。また、フランスのIRCAMの影響を受けたジョナサン・ハーヴェイやジョージ・ベンジャミンも知名度が高い。
その一方で、古典的な音楽への聴衆の支持は厚い。マイケル・ナイマン、マーク＝アンソニー・タネジ、トーマス・アデスらは一般にも人気が高い。日本の吉松隆がレコード会社シャンドスのレジデンスド・コンポーザーとして迎えられたのも、こうした層の需要があるからである。

### スペイン・ポルトガル
スペインの現代の代表的な作曲家として、かつてシュトックハウゼンのアシスタントを務め、コンクールの審査員を務めたことも多いトマス・マルコ、指揮者でもあるクリストバル・アルフテル（伯父の（エルネスト・アルフテルも作曲家）、武満徹により日本でも度々紹介されたルイス・デ・パブロ、バルセロナで活躍するホセ・ルイス・デ・デラスらが知られる。
一方、ポルトガルでは、ジョリー・ブラガ・サントス(1924-1988)や、シュトックハウゼンのアシスタントを務めたホルヘ・ペニショがいた。サントスの「スタッカート・ブリランテ」作品63はリスボン・メトロポリタン・管弦楽団の重要なレパートリーである。一方、国際的な知名度が高いエマヌエル・ヌネスは、長らくフランスのパリ音楽院で教えたのち定年退職した。
経済的に厳しくなると同時に、イベリア半島も有力な若手が進出しにくくなっている中、ルイ・ペンハはISCM大会でデビュー、ルイ・アンチュヌス・ペナはマルチラーノ国際作曲賞で優勝し、地味ではあるが個性的な作品で話題を集めている。

### ギリシャ
ギリシャはヤニス・クセナキス、アネスティス・ロゴティーティスを除いては世界的に著名な作曲家は少ない。しかし、国内に帰り、大衆をひきつけているミキス・テオドラキスは、ポピュラー音楽の分野で最近は世界的に注目を浴びている。
同世代で1926年にエジプトで生まれたギリシャ人のヤニ・フリストウは自身の大変大胆な管弦楽作品「Enantiodromia」で歴史に残るような仕事をしたが、1970年に交通事故で死去した。若い世代では、パリ在住のジョルジュ・アペルギスなどがいる。
現在は、パナヨティス・ココラスと、パリのアンサンブル・アレフ作曲コンクール入賞の経歴を持つフランス在住のアタナシア・ジャノウが、若手作曲家の中では特に知られる。近年はマスタークラスや作曲コンクールもギリシャで定期的に開催されるようになった。ココラスは渡米して後進の育成に努めているが、ジャノウは日本の新日本フィルハーモニー交響楽団から委嘱を受けるなど、活動領域を拡大している。ニコラス・ツォルツィスは入野賞のため来日も果たしている。このほか、リナ・トニア もイギリスで研鑽を積んだ後に帰国、個性的な作曲で知られる。

## 中欧・東欧
中欧・東欧はソ連・スターリン政権の下、文化活動についても制限が加えられていた。しかし、こうした圧政はスターリンの没後に緩和された。

### ポーランド
詳しくは、ポーランドの現代音楽の項を参照。
ポーランドは戦後まもなく、ソヴィエトの影響により社会主義リアリズムが強制された。しかし、共産圏ではいち早く方針転換し、前衛的な活動が認められるようになると、ヴィトルド・ルトスワフスキやクシシュトフ・ペンデレツキなど第一次ポーランド楽派と呼ばれる作曲家たちが現れ、次々と西側に紹介された。
その後も、現代音楽祭ワルシャワの秋では若手作曲家紹介の日が満席になるなど、新しい創作への聴衆の関心は高い。この他、ムジカ・ポロニカ・ヴィヴァも数十年にわたって続けられている。

### クロアチア
クロアチアの作曲家で、現在国際的な知名度があるのは、長年シュトゥットガルト音楽大学で教えたミルコ・ケレメンである。アメリカにも知名度があり、アドリアーナ・ヘルツキーやブライアン・ヴォルフなどの弟子がいる。退職後はサグレブ・ビエンナーレの総監督も務めている。

### ハンガリー
現代のハンガリーを代表する作曲家として、ジェルジ・リゲティとジェルジ・クルタークの2人が挙げられる。リゲティはオーストリアへ亡命し、その後一作ごとに新たな作曲理論を模索しつつ、常に作風を変化させながら作曲した。現在では真に20世紀後半を代表する作曲家の一人と見なされている。一方クルタークはハンガリーに在住し、ポスト・ウェーベルン的な傾向から新たな音楽語法を紡ぎだした。この2人よりも若い世代では、ペーター・エトヴェシュが作曲家および指揮者としても活躍しているが、現在既に65歳を超えている。

### ルーマニア
現代ルーマニアの作曲家で、国際的な知名度の高い人物は、ドイナ・ロタルとディアナ・ロタルの母娘、ドイツのシュトゥットガルトに家族で移住し、名声を博したアドリアーナ・ヘルツキー（現・ザルツブルクのモーツァルテウム教員）、ドイツ在住のヴィオレッタ・ディネスク（現・ドイツのオルデンブルクの大学教員）らがいる。また、イアンク・ドゥミトレスクとホラチウ・ラドゥレスクは、ルーマニア版スペクトル楽派と呼ばれ、国際的に高い評価を受けているが、2人とも活動の場を海外に移している。それより若いカルメン・マリア・カルネッチはフライブルクでクラウス・フーバーで学んだ指揮もする作曲家であるが、最近はドイツやイタリアでの活動を切り上げて故国に戻っている。

### アルバニア
アルバニアでは、国際コンクール入賞多数の経歴を持つトマ・シマクがいるが、現在はアルバニアを脱出し、イギリスのヨーク大学で教鞭を取っている。

### ブルガリア
EU化以後、近年若い作曲家が多く台頭している。ボジダール・スパソフやコンスタンティン・イリエフ、ボジダール・ディモフ、ウラディミール・デヤムバツォフ、トードール・クルストなどがいる。
非常に地味ではあるが、スパソフ国際作曲コンクールは賞金がかなり少ないにもかかわらず3年おきに実施(前回は2013年)されており、年齢制限もないので多くの国籍の精鋭が集まりつつある。

### チェコ
レオシュ・ヤナーチェクの没後、ボフスラフ・マルティヌーなどの多くの優れた音楽家が、大戦中はナチス政権、戦後は共産政権のために国外での活動を余儀なくされた。近年ではマレク・コペレントやマルティン・スモルカなどの作曲家が佳品を創作している。
2010年代の若手にはタンスマン国際作曲コンクールを制したオンジェイ・アダメクと、チェコ国際現代音楽祭のディレクターを務めたペトラ・バクラが輩出されており、前者はアルディッティ弦楽四重奏団が取り上げるなど、活動範囲を大きく広げる逸材として期待されている。

### スロバキア
スロヴァキアは、Jana Kmiťováが武生に招かれて来日を果たした。 彼女は細川のセミナーで賞を受け、のちにベアート・フラーとミカエル・ジャレルに師事しており、国内よりはオーストリアと日本における活躍が目立った。21世紀は初のISCM共催も実現したが、国家が貧しく単独開催ができなかったことにも表れているように、チェコから切り離されたスロヴァキア単体の活力は大きくはない。

## 北欧・バルト諸国

### バルト三国
ソビエト連邦から独立した、いわゆる「バルト三国」のエストニア・ラトヴィア・リトアニアの作曲家に見られる傾向として、ロシア風の書法から完全に区別されること、音響的にはフィンランド楽派に近いこと、簡素で色彩は薄く、繰り返しが多いことが挙げられる。海外でも知名度の高いアルヴォ・ペルト（現在ドイツのベルリン在住）の音楽は、この地域の作曲家に特徴的な様式をよく表している。なお、この3ヶ国は国家による現代音楽の振興策がフィンランド並みに優れている。
その一方で、ダルムシュタット夏季現代音楽講習会などを通して、西側の前衛様式の影響を受けた作曲家もいる。リトアニアのヴィキンタス・バルタカス、リカルダス・カベリス、ラミンタ・セルシュニテら、ラトヴィアのアンドリス・ジェニティスの名が挙がる。

### 北欧
北欧はベンクト・ハンブレーウスやカール=エルク・ヴェリン(Karl-Erik Welin)のような現代音楽の開祖的存在から、前衛音楽の歴史は続いている。ヴェリンはピアノの足を電気のこぎりで切断するイヴェント まで行ったが、晩年は伝統的な編成へ回帰している。高橋悠治らの活動に詳しいが、スウェーデンはドイツの現代音楽との接点をもっとも多く持っていた国の一つであり、セリー系からハプニングまでありとあらゆる現代音楽の鉱脈が紹介され、もっとも難解なコンサートを行えるまでに発展したのは1960年代後半である。
フィンランドの現代作曲家でよく知られた存在として、エイノユハニ・ラウタヴァーラ、その弟子のカイヤ・サーリアホ、マグヌス・リンドベルイ、指揮者でもあるエサ＝ペッカ・サロネンとレイフ・セーゲルスタムらがいる。サーリアホが北欧人で初のクラーニヒシュタイン音楽賞を受賞し、北欧の作曲家たちに注目が集まった。
フィンランドとスウェーデンは、EMS（ストックホルム）やシベリウス音楽院コンピュータ音楽スタジオの存在もあり、コンピュータ音楽の先進国としても知られている。
ノルウェーで現在も現役のプロとして活躍を続けるマヤ・スールヴェイ・シュストルプ・ラトシェが唯一国際的な楽壇に通用している。生楽器、電子楽器、自身の声 を自由にミックスした音楽は現代音楽のみならず電子音楽やノイズ音楽とのかかわりも深く、強い個性を放っている。
現在は入野賞と武生国際作曲賞受賞者のトミ・ライサネンが若手の主力として知られている。北欧の経済力が落ちた結果、2020年代の勢いは2000年代ほどではなくなっている。

## ロシア・旧ソ連
詳しくはロシアのクラシック音楽史を参照。

### ソビエト連邦時代
ロシア（ソヴィエト連邦）では、アレクサンドル・スクリャービンの拡大された調声や神秘和音の登場により現代音楽への下地が築かれた。ロシア革命前後はショスタコーヴィチの初期作品、アレクサンドル・モソロフやニコライ・ロスラヴェッツなどのロシア・アヴァンギャルドなどのような前衛的な作曲活動も行われたが、やがてスターリンの思想統制が強くなると、社会主義リアリズムの強制により前衛的な活動は大幅に制限され、ほぼ不可能となった。セルゲイ・プロコフィエフやショスタコーヴィチらが表面上は社会主義リアリズムを遵守しながら、実は常に反抗心を持って作曲していたことが近年明るみに出た。
一方で、社会主義を標榜するイタリアのルイジ・ノーノが、極秘に西欧前衛現代音楽の楽譜をソヴィエト国内に持ち込み、戦後の若い世代の作曲家は水面下でそれらを勉強したほか、記譜せず証拠が残らない即興演奏という形でアンダーグラウンドでの前衛活動を試みた。なぜかジャズはアメリカの音楽のはずなのにソ連で演奏が認められて おり、ニコライ・カプースチンはジャズの伝統をピアノソナタに注いだ。
ペレストロイカ以降になると思想的な規制は大幅に緩和され、それまで水面下で活動してきた前衛的な作曲家が次々と紹介された。ソフィア・グバイドゥーリナ、アルフレート・シュニトケ、エディソン・デニソフなどである。それに先立ってエストニア（ソ連崩壊後独立）のアルヴォ・ペルトが西ベルリンへ亡命し、新しい単純性として注目されている。ガリーナ・ウストヴォーリスカヤは1970年代以降、素材こそ単純ではあるものの衝撃的な作風を打ち出し、1990年代にオランダから世界へ紹介された。
一方でロシア中央部以外、例えばタタールスタン共和国のような周辺の自治共和国では、民謡に基づく音楽と前衛的語法を折衷するような作曲も続けられている。ロシアで教育を受けたカザフスタンのジャミリア・ジャジルベコヴァ とオレグ・パイベルディンの作品には、土俗的要素と前衛語法の統合が図られている作品がある。

### ソ連解体以後
この時期に顕著になるのが「ロシア人の留学の自由」と「外国人留学生の受け入れの自由」である。ソ連時代には不可能であったこれらの特質はロシアの音楽史を変革させた。
フランスでジルベール・アミに師事したVsevolod Chmoulevitchはロシアを脱出して初めて国際音楽コンクール(Molinari)で優勝した人物である。彼はPolonsky名義で指揮活動を行っており、作曲家でありつつ指揮のコンクールのタイトルも保持する世界的にも極めて珍しい人物でもある。その一方、ボリス・フィラノフスキーはロシアにとどまりながら国際作曲賞を受賞（Irino; IRCAM reading panel)することの出来た最初期の人物である。かれらは「ペレストロイカ以後」の情報解禁の恩恵を受けた最初の世代である。
1970年代以後は、ドミトリー・クルリャンツキーのように、フィラノフスキーなどよりいっそう前衛的とされる作曲家が現れた。1980年代以後も作曲家は多く輩出されており、母国を後にしてアメリカへ永住したヴェラ・イヴァノヴァのような人物もロシアの音楽史へ刺激を与えている。
なお、セバスチャン・エキモフスキ=ヴィンクラーとフェリックス・プロフォスは、ロシアの前衛作曲家に留学という形でモスクワ音楽院のヴラジーミル・タルノポルスキーに師事した人物である。アメリカ合衆国の作曲家マイケル・ハーシュMichael Herschはモスクワ音楽院に留学して学び、一方ロシアの作曲家イリヤ・デミュッチュキー Ilya Demutskyはサンフランシスコ音楽院で学んでジム・ハイスミス作曲賞を受賞しており、ソ連邦時代に実現できなかった教育体制を迎えている。
ジョージ・ドロコフは、グランドピアノの外部や内部をこすり続けるだけの打楽器アンサンブル奏者のための作品を完成させるなど、もっともアナーキーな音楽を作曲していたが、急逝した。ロシア人のための現代音楽の教科書を作ることが念願であったヴァレリア・ツェノヴァも、上梓後に亡くなった。

## 北米

### アメリカ合衆国
戦後のアメリカは、フランスから渡ったエドガー・ヴァレーズの音楽思想をそのまま受け継ぐ形でスタートした。だが、彼の言う「音楽とは科学である」という思想を半ば曲解したような受け入れが進み、ピッチクラス・セット理論などにみられる高度な理論化に焦点が置かれ、音楽のあり方そのものを考える余裕は失われた。この状況がミルトン・バビット、エリオット・カーター、チャールズ・ウォーリネンに代表される東海岸の現代音楽の潮流を生んだ。これらの作曲家を、日本人作曲家の藤枝守は「コロンビア楽派」と呼んで いる。音色に重点をおかず、ピッチとリズムを重視した活動で、その詳細はウォーリネン著「シンプル・コンポジション」にくわしい。実はフレデリック・ジェフスキーもこの楽派の出身の人物に師事した。ブライアン・ファーニホウをアメリカに招いたのはこれらの作曲家たちであり、現在もこの潮流はファーニホウの影響を取り込み、アーロン・キャシディー、ジェイソン・エッカルトに継承されている。
その一方で、楽器の発案や身体性、土着文化等に想を得た作曲家たちも存在し、ヘンリー・カウエルは戦前からヨーロッパで評価が高く、来日も果たし950曲以上の作品を生んだ。彼の書いた「新しい音楽の源泉」に多くの作曲家が触発され、コンロン・ナンカロウ、ジョン・ケージ、ルー・ハリソン、ハリー・パーチ、モートン・フェルドマン等の作曲家たちと「コロンビア楽派」は対立する形になった。ケージはhat hutのCDにもあるように「ニューヨーク楽派」と呼ばれ、もっぱら東海岸での活動であったが、コロンビア楽派とは鋭く対立した。この対立は、ダルムシュタット夏季現代音楽講習会でケージが高い評価を得てから、なおも深まっていった。また、これとは別にシカゴのジョージ・フラインを開祖とするシカゴを中心とする人物とその弟子の作曲も進化し、東と西のどちらにも属さない新たな潮流として現存している。ヴァンデルヴァイザー出版社に所属するマイケル・ピサロは現在は西海岸にいるが、過去には10年以上もシカゴのエヴァンストンで教鞭をとっていた。
1960年代以降、スティーヴ・ライヒに代表されるミニマリズムなど反復語法が復権してからは、ヨーロッパのエクスペリメンタリズムの音楽が敬遠される形となった。しかし、そのような中でも1939年生まれのリチャード・トライサルはダルムシュタット夏季現代音楽講習会にてクラーニヒシュタイン音楽賞をピアノで1969年に受賞し、ヨーロッパを中心に作曲と演奏の両面で活躍していた。1940年生まれのデアリ・ジョン・ミゼルもこのころのシュトックハウゼンから教えを受けた数少ないアメリカ人の1人であり、前衛音楽を希求する人々がいなかったわけではない。
1980年代にブライアン・ファーニホウ、ロジャー・レイノルズ、湯浅譲二がカリフォルニア大学サンディエゴ校で教え始めて以降は、ヨーロッパの前衛を再認識する若手も増え始めた。また、トリスタン・ミュライユ、マイケル・フィニスィー、シュテファン・シュライエルマッヒャー、アントワーヌ・ボイガーなどがアメリカに招かれた。もはや東海岸と西海岸の作風の色分けは21世紀現在行うことが難しい。これらの諸事情を通過及び消化した1970年代生まれの新世代、ニック・ヘンニーズ、テイラー・ホ・バイナム、アーロン・シーゲル、アーロン・キャシディー、クレッグ・シェパード、ロバート・ダックワースらはそれぞれ独自の道を歩んでいる。この世代のクリストファー・トラパニ、テッド・ヒールヌ、ハック・ホッジはガウデアムス音楽賞を受賞し、国際的にも認知が高い。
また2010年代はアメリカで行われる国際作曲コンクールに、民間の演奏団体 が主催するものが現れており、かつてのアメリカでは表に出る事がなかったような人物も紹介されつつある。アメリカにおいては現在、ゲオルク・フリードリヒ・ハースやハヤ・チェルノヴィン、ハンス・トマッラ、パナヨティス・ココラス、ファビアン・レヴィなどの外国人が大学の教授に就任しており、アメリカの現代音楽は20世紀以前とはあり方が変わってきた。

### カナダ
今も昔もこの国の作曲の第一人者はマリー・シェイファー（1933-）であろう。日本では1980年代に尚美学園が主催した「東西の地平の音楽祭」に武満徹が招待して一躍有名になった「環境音楽」の創始者である。なお普通のノース・ホワイトなどの管弦楽作品などの音楽も発表しているが、しばしば電子音も伴うため、グラフィックな記譜が多い。

## 中南米
中南米諸国は、ポルトガル語圏であるブラジルを除くほとんどの国がスペイン語圏に属していることもあり、現代音楽分野においても一国にとどまらず中南米全体の作曲家同士のコミュニティが存在する。しかしこれらの国そのものが現代音楽の発信源となる力は弱く、これらの国々の出身者がアメリカやヨーロッパ諸国へ渡ってはじめて発信源となる場合が多い。

### メキシコ
メキシコは、アメリカ合衆国から亡命して来たコンロン・ナンカロウが非常に細かく分けられたリズムの大家として、また、フリアン・カリジョが微分音の生みの親として、ともに名高い。現在は現代音楽への拒絶も一切なく注目すべき若手が育ちつつある。
ポスト・クセナキスの衣鉢を継ぐフリオ・エストラーダ、エリザベート国際作曲コンクールとマリー・ジョゼ王妃国際作曲コンクールの優勝者のジャヴィエル・トーレス・マルドナード、若手作曲家対象ユルゲンソン国際コンクール第2位のガブリエル・パレヨンなど、明らかに北米圏や欧州圏の何処にも属さない音楽性を展開できる人材は育っている。エストラーダは微分音程ではなく、積分音程で奇妙な音律を展開することができる。パレヨンはメキシコのルーツを自国の民族楽器に託し、1音ごとに特殊奏法が変化するヴァイオリン曲を書くなど、探究は止む事がない。エストラーダは現在パリ郊外メゾン・アルフォール市にあるクセナキスが設立した電子音楽研究所CCMIXに務めており、UPICシミュレーターであるイアニクスの開発にも関わっている。
他にダルムシュタット夏季現代音楽講習会でクラーニッヒシュタイン賞、また日本で入野賞を受賞したイグナチオ・バカ＝ロベラが、日本やドイツ語圏諸国で積極的に紹介されている。

### ホンジュラス
ホルヘ・グスターヴォ・メヒアはベルリン芸大でバイヤーに作曲を学び、トロッシンゲン音大で指揮を、更にルートヴィックスブルク映画大学で映画音楽を学んだ。ダルムシュッタット夏期講習にも参加して、ロイトリンゲン・フィルハーモニー管弦楽団なども指揮したが、現在本国の管弦楽団で作曲家兼指揮者として活躍している。作曲コンクール歴もあり、ラテン的な明るい色調の音楽が特徴である。

### アルゼンチン
アルベルト・ヒナステラが微分音やトーン・クラスターなどの前衛的な語法に拒否反応を示すこともなく自由に用いたこともあり、この国もアジア圏のように現代音楽への拒否反応を示すことはなかった。
国庫が破綻するなどの悲運にもかかわらず、ペドロ・パラツィオ、ホセ・ルイ・キャンパナといったカジミェシュ・セロツキ国際作曲コンクールの優勝者を2名、クリストフ・デルツ国際作曲コンクール優勝者のノラ・エルザ・ポンテ、ウィーン国際作曲コンクール優勝者のシルヴィア・フォミナ、ボスヴィル国際作曲フォーラム第1位のリッカルド・ニッリーニ、ジュネス・ミュジカル・ロマニア主催ブカレスト国際音楽コンクール作曲部門優勝のエドゥアルド・ムギリヤンスキーなどがいる。
フォミナの作品はオーケストラの団員1人1人にクリックトラックを強いるなど、強烈な最前衛の言語で作曲する1人とみなされており、現在もドイツで活動し健在である。しかしながら、今までケルンで強力に活動し、大家としての地位を不動にした故マウリツィオ・カーゲルに、匹敵するレヴェルの大作曲家は未だにいない。
現在2005年度のIRCAM研究員には同国出身でフランス国籍を持つセバスチャン・リヴァスが居るほか、同じくアルゼンチン出身の幾人かの作曲家がストラスブールをはじめとする複数の現代音楽祭で特集されるなど、国別（というより南米全体と言う面もあるが）の作曲家としてスポットを浴びていることは事実である。アルゼンチンにはフェルナンド・マグリアが存命であり、彼の門下には咲間貴裕がふくまれる。

### チリ
チリ出身の作曲家では、現在フランス在住で2005年度IRCAM研究員であるホセ＝ミゲル・フェルナンデスが、Max/MSPなどの電子音楽ソフトを駆使した作風を展開させている。国立ラジオ放送の音楽局であるラジオ・ベートーヴェンでは現代音楽特集の番組も毎日放送されており、ブーレーズやベリオのような世界的に知名度の高い古典的な作曲家のみならず、上記のフェルナンデスを初めとする地元作曲家の紹介も行われている。
また20代でチリの現代音楽協会の副総裁に就任したオスカル・カルモナの作品も日本に紹介されている。

### ペルー
ペルーからアメリカに居を移したジミー・ロペスはアメリカのみならず世界中で評価が高く、クラーニヒシュタイン音楽賞を受賞した。

### ブラジル
唯一の近代音楽の祖エイトール・ヴィラ＝ロボス以後、ブラジルはヨーロッパでピアノ演奏を中心に活躍した、ピアニスト兼作曲家のジョシィ・デ・オリベイラが重鎮である。彼女が、ルチアーノ・ベリオやイアニス・クセナキスから作品を献呈されている事や、メシアンの作品選集をLP数枚組で出すなど、当時の常識を越えた活動がドイツで注目を浴びた。現在の彼女はミクスト・メディアに活動を映したが、個性は未だに衰えていない。
現在は若手新鋭のダルムシュタット・シュタウバッハ賞受賞者のフェリペ・ララをはじめとして、まとまった数で現代音楽の作曲家はいるが、ほとんど発表は国外である。

## アフリカ

### 南アフリカ共和国
アフリカ大陸において、現代音楽を受容し、作曲家が活躍している国は南アフリカ共和国である。この国の白人系・ユダヤ系の作曲家でドイツに留学して学んだ者は多い。ディヴィット・コスヴィーナがシュトゥットガルトで打楽器の先生として生活している他、テオ・ヘルプストはドイツでの勉学を経て、現在はイギリスで活動している。ドイツの作曲家のウルリッヒ・ズーセは、南アフリカの大学と常に太いパイプを持ち、作曲家をドイツに招待している。また、南アフリカで教鞭を取る作曲家に、ハワード・スケンプトン、ユルゲン・ブロイニンガー、ケヴィン・ヴォランスがいる。

### そのほかの国
近年、アフリカの比較的裕福な国家の大学には音楽学部が設置されており、オランダやアメリカへ留学する人物もいる。

## 中東
トルコは、中東地域で最も複雑な音律理論を持つ国である。西洋音楽の受容も積極的であり、ロシアと同じく、チャイコフスキーのように西洋音楽を自国流に改良する「国民楽派」がトルコにも存在している。現在のトルコの作曲家にはドイツに留学する者が多く、ジェルジ・リゲティに師事したアルツク・ウンリュ、オルレアン国際20世紀作曲コンクールで第1位となったムヒッディン・デュログル＝デミリツのよう精鋭が輩出された。
イスラエルは、ルチアーノ・ベリオに師事したベティー・オリベロをはじめ、早期に西洋音楽を消化した地域である。既に「20世紀のイスラエルの作曲家」と題された書物も20世紀中に出版された。この国の作曲家として、シュテファン・ヴォルペやローマン・ハウベンシュトック＝ラマティらの名前が挙がるが、短期間教職についた後この地を離れている。この他、早くからドイツとアメリカに学び、日本に一時期在住したのち現在は再度アメリカへ移住したハヤ・チェルノヴィンがいる。
レバノンはフランスの委任統治領だった歴史があるため、フランス現代音楽シーンのみならずフランス楽壇全体との接点が見られる。ピアニストのアブデル・ラーマン・エル＝バシャは、ピアニストとしてデビューする前は作曲家としての将来も考えていた。レバノン出身で、現在はフランス国籍のカリム・ハッダドは、技術者としてもIRCAMのコンピュータ支援作曲ソフトOpenMusicの開発に主要なメンバーとして携わっている。
ヨルダン出身の作曲家では、音楽学を学んだのちにベルギーで哲学を学んだザヘド・ハッダドが、アンサンブル・モデルンなどによってしばしば紹介されている。

## インド
イギリス帝国による200年ほどの統治をうけたにもかかわらず、インドで西洋音楽は「楽器の援用」をのぞき、楽曲や楽団そのものはインドに定着しなかった。西洋の侵略を受けた国家はほぼ99%西洋音楽が輸入されていることを考えると、極めて異例である。したがって古典音楽から前衛音楽までの西洋音楽の歴史は20世紀までのインド人のパレットの中にはなかった。
西欧でもよく知られる例では、ラヴィ・シャンカールのシタール協奏曲が挙げられる。インド古典音楽に使用される旋律システムであるラーガを基本に書かれた音楽は、西欧音楽のいわゆる前衛的とは異なるもので、インド古典音楽で使用される弦楽器タンブールのドローンのように進行する西洋楽器の音の流れのなかにシタールのメロディーが融合して演奏される、西洋音楽の様式とは明らかに異なるインド古典音楽風の構成を持つ。当時このLPのリリースも、シャンカールの人気のせいでよく売れた。
カルカッタ育ちのクラレンス・バーロウは、ボリス・ブラッハーのように幼少期を東洋で育ち、ケルンとアムステルダムを経て、現在カリフォルニア州に住み教育活動や電子音楽の仕事で名をあげており、クラーニヒシュタイン音楽賞を受賞している。「トム・ジョンソンの鋏」のように耳で聞く構造やマニエリズムを皮肉った感じの作風が多く西洋前衛への帰依でもなかったが、代表作のピアノ独奏曲「ÇOGLUOTOBÜSISLETMESI」や「LUDUS RAGALIS」ではインドの伝統文化への回帰を示唆する。
現在の若手ではドイツのミュンヘンで学び、カールスルーエで音楽理論を教えているザンデープ・ヴァックワティと、早期にイギリスへ亡命したナレシュ・ソーハルが唯一公的な認知を受けた例である。現在も、インドの伝統音楽を教える大学の教室の中に、ピアノは存在せずタンブーラが掛けてあるだけであるところもある。

## 東アジア
本格的な現代音楽の胎動は第二次世界大戦以後になるが、それ以前から日本と中国はクラシック音楽の演奏は行われており、同時代の影響を咀嚼した人材は輩出されていた。

### 日本

#### 前衛世代
戦後当初の日本の楽壇ではドイツ系諸井三郎門下の「新声会」およびフランス系池内友次郎門下の「地人会」をはじめとする流派が主流と見られていたが、その枠組みの外では松平頼則や清瀬保二ら新作曲派協会の活動、実験工房出身の武満徹や湯浅譲二、鈴木博義らの活動（武満と鈴木は新作曲派協会にも参加）がより前衛的な語法を目指し活動していた。また、黛敏郎によるあらゆる西洋前衛語法の模倣と紹介や、後には一柳慧らによるジョン・ケージなど実験主義の音楽の紹介などによって、ヨーロッパやアメリカの前衛音楽を吸収していった。
また1957年からは二十世紀現代音楽研究所による軽井沢現代音楽祭が計3回開かれ、ヨーロッパの前衛現代音楽が次々と紹介された。作曲コンクールも行われており、後の電子音楽の巨匠となったローランド・カイン、武満徹、松下眞一が受賞者に名を連ねている。この催しは既にドイツのダルムシュタット夏季現代音楽講習会およびドナウエッシンゲン音楽祭を強く意識しており、後述する秋吉台国際20世紀音楽セミナー&フェスティバルを歴史的に先取りするものである。また1960年からの草月アートセンターによる現代音楽演奏会草月コンテンポラリー・シリーズもヨーロッパおよびアメリカの最新現代音楽シーンを紹介し続けた。
1964年からは邦楽器ブームが起こり、日本の西洋系現代音楽の作曲家の間で邦楽器を使った現代邦楽作品が多数作曲される。特に武満徹の「ノヴェンバー・ステップス」（琵琶、尺八とオーケストラのための）は国際的にも広く認知され、この分野で最も成功を収めた作品である。後には邦楽器ブームは近世邦楽のみならず雅楽の楽器にも広がり、国立劇場の委嘱活動として雅楽の編成を用いた現代雅楽作品が黛敏郎、武満徹、カールハインツ・シュトックハウゼンらにより作曲される。1970年には大阪万博が開かれ、大掛かりなテープ音楽の上演を含む多くの催しが行われた。この万博をもって日本の現代音楽、さらに日本の前衛現代芸術はひとつの頂点を迎える。日本中のゲーテ・インスティチュートで「日独現代音楽演奏会」が行われていたのも、このころであった。
これらの催しはすべて東京あるいは首都圏に住まいを持つ者だけで行われており、全国的な広がりをもたなかった。例外的に関西で散発的に現代音楽のコンサート が行われていたが、定着しなかった。松下眞一は数回ほど関西でコンサートを開いた後、ハンブルクへ移住したが1980年代に帰国した。

#### 戦後世代
前衛の停滞期以後、日本ではマニエリスムが先行し実験主義の音楽と呼ばれる実験主義による次世代（かつての前衛世代以後）のヨーロッパ前衛音楽はなかなか認知されなかった。しかし、ダルムシュタット夏季現代音楽講習会の日本版を意図して細川俊夫が主催した秋吉台国際20世紀音楽セミナー&フェスティバル（1989年 - 1998年）によってヨーロッパのエクスペリメンタリズムの音楽が次々と紹介され、さらに、1960年代生まれ以降の作曲家を中心に、日本の作曲家の潮流として秋吉台世代という新たな枠組みを生み出した。現在は別組織武生国際作曲ワークショップ（監督はやはり細川俊夫）によって類似の活動が行われている。
「日独現代音楽演奏会」は東京ではなく、関西ドイツ文化センター(現、京都ドイツ文化センター)で行われるようになり、多くのドイツ人の作曲家がここで講演会とコンサートを行った。これが初来日になったドイツ人の音楽家も多い。1980年代から現代音楽は関西、名古屋(アンサンブル・トゥデイ)などの首都圏以外の広がりを見せるようになる。
またその他にも同じベルリンで勉強した電子音楽作曲家の嶋津武仁とその弟子たちによる前衛音楽の活動、東京学芸大学で教鞭をとった吉崎清富門下生らの活動も、秋吉台世代や武生世代との対立軸をなす一つの大きな潮流になり、楽壇に次第に強い影響を与えつつある。現在では現代の波‐現代音楽祭(終会)、京都・若い作曲家による連続作品展(終会)、日伊現代音楽交流会(休会)、日独現代音楽演奏会（閉会)、九州現代音楽祭(継続中)、札幌現代音楽展(休会)、プレゼンテーション(継続中)などの催しは2000年代中庸まで継続しており、日本全体の潮流は常によりよい細分化を目指していた。
日本においては、機械的な処理を必要とする現代音楽に対し「NHK電子音楽スタジオ」の設置やその他の支援によって多くの実験的作品が作られ、FM放送番組「現代の音楽」などでも定期的に紹介されるなど、NHKが果たした役割は大きい。アメリカの現代作曲家のトップレベルに位置するデアリ・ジョン・ミゼル、マイケル・ピサロ等の紹介が遅れ、イアニス・クセナキスやポーランド楽派の紹介が驚異的に早かったのは、第二次世界大戦における敗戦が原因とみられる。
現在も、松平頼則が逆輸入の形で日本に紹介された様に、かなりの若手作曲家も逆輸入の形で日本に紹介される。世界初演を日本国内で行うと個人の経済的負担が大きいため、公的資金により海外で初演された後に日本初演されることもある。

#### 1980年代以降の世代
国際コンクールでの受賞後に国内コンクールへ出品する作曲家が増加したと言われており、1980年代生まれの木山光は20歳前後で頭角を現し、ガウデアムス国際現代音楽祭に4度招待されている。
また、現代音楽とは本来無縁といって差し支えなかった合唱や吹奏楽の分野にも、現代音楽の技法を用いて作曲する作曲家が増えている。合唱団体「ヴォクスマーナ」は多くの現代音楽の作曲家へ委嘱しており、従来の合唱音楽では見られなかった音響を伴う音楽を世に広めている。
21世紀音楽の会も年一回ではあるが、比較的若い世代の作品発表が継続されている。2010年代に入ると「前衛の遺産」を振り返ることが大学・民間問わず行われるようになり、八村義夫室内楽作品全曲演奏会 は、京都で行われた。また、電子音楽のスタディーズ も同じく京都で行われている。

### 中国
近年の政府の情報統制に伴い、中国の若手作曲家はまだまだ長い文化的重圧に苦しめられている。愛国心は必須であり中国版社会主義リアリズムといえるが、実際は反政府的な政治音楽以外は事実上容認されている。
一方アメリカに出た中国出身の譚盾（タン・ドゥン Tan Dun)は、20歳の時にフィラデルフィア管弦楽団の演奏で初めてベートーヴェンの交響曲第5番を聴いて西洋音楽に関心を持ち、ニューヨークのコロンビア・アーティスト（CAMI)の後ろ盾もあって、世界的に通用する作曲家に挙げられている。またドイツ留学系では北京音楽院の同世代で映画音楽が主で坂本龍一と一緒にオスカー賞をもらったコン・ス、や日本でのハープの国際作曲コンクールの受賞歴があるヴァン・フェィ、台湾出身の女流李美満（リ・メイマン）やシャウナン・パンなどが挙げられる。
そのほかブザンソン国際作曲コンクールおよびウディネ市国際作曲コンクール優勝のレイレイ・チャン、レイ・リャン、ファン・ルオ、ルクセンブルク国際作曲コンクール第二位のリン・ワン、デュティユ国際作曲コンクール、l'Academie de Lutèce国際作曲コンクール、ICOMS国際作曲コンクールの全てを優勝で制したミュシェン・チェン（かつては、ビャオ・チェン名義で活動）らも世界的な評価を受けている。ここで挙げた音楽家は経済的に恵まれているか、両親が音楽家である者が多い。中国は現代音楽の教育体制が十分ではなく、充実した教育を受けるには海外へ留学する必要があった。
一方でそのような財力や環境を持たない若い作曲家は、国内で自由に情報を得ることが困難である。だが、シュトゥットガルト音楽大学のエアハルト・カルコシュカやロルフ・ヘンペル、ポーランド作曲界の重鎮ツィグムンド・クラウツェなどの来中により、少しずつ最先端の音楽情報が浸透し、最近ではインターネットによる情報〔譜面や音〕入手もごく容易になってきた。晩年の石井眞木は、中国での現代音楽の普及に尽力していた。
近年、大学が当局に許可を得て国際コンクールを開催することが可能になった。その一つが「四川音楽学院主催若手作曲家対象国際コンクール」である。中国語圏は近年国際作曲コンクールに力を入れており、Jinji Lake国際音楽コンクール作曲部門、Harbin国際音楽コンクール作曲部門、Chinese Music Without Bounds International Composition Competitionほかが新設の作曲賞として挙げられる。

### 台湾
台湾は、ヘルムート・ラッヘンマンに師事した最初の台湾人であるパン・ファオ・ロンとその弟子で後にラッヘンマンの弟子でもあるリ・メイマンが国際的に知られた。彼は1970年代まで現代音楽の情報を「全く」知らなかったことが音声ファイルで確認できるが、ダルムシュタット夏季現代音楽講習会に参加し、その個性が花開いた。1980年代以降は文化統制らしきものも見当たらず、独自のアジア音楽を探索するものが現れる。マウリツィオ・カーゲルに師事したチャオ・ミン・トゥンは、リコーダーアンサンブルの為の極めてアジア的な感性に基づく音楽を書いた。また打楽器奏者でもあるユーエン・チェンも作曲家としても活躍している。

### 香港
香港はイギリスから1997年に返還されるまでは、比較的現代音楽の受容には寛大であった。ISCM世界音楽の日々も行われている。返還以降の中国政府の介入は当然予測されたが、現在のところ組織的検閲は行われておらず、リチャード・ツァンが中国人の血を引いていることもあり、オーケストラからソロまで現代音楽の演奏は行われている。
最年少の世代にジュネス・ミュジカル・ロマニア国際作曲コンクールで優勝したチャン・セ・ロク をあげることができる。香港作曲家協会で彼女の名を見つけることができる。

### 韓国
韓国を代表する作曲家として、真っ先に名前が挙がるのは尹伊桑（イサン・ユン）である。弟子である韓国在住の姜碩煕（スキ・カン）も、地元の韓国で早くから名前が知られている。陳銀淑(英：Unsuk Chin、ジン・オンソク)はその弟子としてまたリゲティの教え子として国際的に名がある。
一方ユンとは違う師弟関係で出てきた、ヨンギー・パクパーンはクラウス・フーバーの弟子で現在の妻であるが、傾向としてはすでにアカデミックとなってきたユンの態度と同じ歩調を取っている。その他、ヘルムート・ラッヘンマンとニコラウス・A・フーバー側から出てきて日本にもかなりなじみが深く日本語に近い方言が喋られる釜山出身のクンス・シムも、ヨーロッパでよく知られた存在である。
韓国は近年日本やヨーロッパ、アメリカの国際作曲賞の多くに精鋭を送り出しており、1970年代生まれ全体ではロシア・東ヨーロッパについで韓国の受賞率が高く、きわめて高水準の作品を世に送り出し続けている。留学組が帰国し、その帰国した人物からの指導を受けた人材と考えられる。受賞後に韓国を後にして、ヨーロッパに永住するケースも多い。

### 北朝鮮
現代音楽の語法を参照しながら作曲している人物は、存在が確認されているが、情報解禁が進んでいないため、その詳細は不明である。北朝鮮は西洋音楽の受容に対しては一定の理解を見せており、金元均名称平壌音楽大学、朝鮮民主主義人民共和国国立交響楽団をはじめとする諸機関・団体において作曲と演奏の両面で研究は行われている。
また、平壌には「尹伊桑音楽研究所」という研究所が存在し、キム・ホユン率いる尹伊桑管弦楽団が、尹伊桑の作品を含む様々な現代音楽を演奏・研究している。過去に、音楽雑誌『TEMPO』で、朝鮮半島全体の現代音楽の状況について触れた号がある。経済制裁のため、情報が国内から出ていない。

## 東南アジア
東南アジア諸国はパウル・グタマ・スギヨやホセ・マセダのような例外を除いて、当局からの弾圧はなかったにもかかわらず、情報解禁が中国よりも遅延した。2014年のダルムシュタット講習会は「東南アジア特集」のコンサート が行われている。

### ベトナム
ベトナム出身の作曲家はフランスで活躍して現在は帰国しているグエン＝チェン・ダオ、現在もフランスにとどまって活動中のトン＝タ・チエがいる。どちらも出身国が歴史的に体験してきたような政治的なメッセージ性は少なく、前者は即興的な身体性、後者は仏教的観念に基づく作品が主軸を占める。他にアメリカで活躍中のファッカン・ファン（P.Q.ファンとイニシャルで書かれる場合が多いが、現地での名前の発音に問題があるためと言われている）がクロノス・カルテットによって広く紹介されている。2006年4月にパリのシャトレ座で行われたチエのオーガナイズによる演奏会ではこの3人の音楽が主に取り上げられ、居住地を超えてベトナムの代表的作曲家と双方が見なしていることを裏付けるものであった。

### フィリピン
フィリピンの作曲家ではホセ・マセダが高橋悠治の紹介によって日本でその名前が浸透したほか、若手世代ではラモン・サントス、チノ・トレド、などが各種のアジアをテーマにした音楽祭の中で幾度も日本に招待されている。アラン・ヒラリオ、コンラト・デル・ロザリオはドイツ語圏で評価が高い。マセダの創作はかなりフィリピンの歴史の中では例外的存在であり、ヨーロッパの音楽言語へ傾斜している感が強い。

### インドネシア
インドネシアの現代に生きる作曲家は、まず西洋現代音楽から学ぶタイプ、ガムランなどの土着伝統の枠内で志向するタイプ、そして両者の伝統を統合するタイプの三つが存在する。これら三つのタイプに対立関係はない。
ドイツで学び、ボリス・ブラッハーに師事したパウル・グタマ・スギヨは現在もドイツとインドネシアを往復し、独自の道を進む重鎮的な作曲家である。後の中堅世代のスラマット・シュークルやマイケル・アズマロは高橋悠治がアジア発の音楽と紹介したことで日本でも知名度がある。現在は西洋現代音楽のフェスティバルを盛り上げる動きがあるなど、情報解禁は進んでいる。寺内大輔や田口雅英のようにインドネシアに招かれる日本人作曲家も見られる。

### マレーシア
近年では、イギリスとアメリカで学んだのち日本で武満徹作曲賞第一位を受賞し武生国際作曲ワークショップにも招待されたタズル＝イザン・タジュディン（タジュッディンと表記する場合もある）やICOMS国際作曲コンクール第一位をはじめとする国際コンクールで受賞を続けているキー・ヨン・チョンの活躍が目覚しい。

### カンボジア
カンボジア出身の作曲家としては、チナリー・ウング（ウンと表記される場合もある）が現在カリフォルニア大学サンディエゴ校で教鞭をとっている。

### タイ
タイは近年マイケル・ピサロ門下のジラデジ・セタブンドゥ、入野賞受賞者のシラセート・パントゥラアンポーン、武満徹作曲賞第二位のナローン・プランチャルーンなど西洋音楽の作曲家も現れた。原則的には反復語法を用いている人物が多い。そのままタイの伝統音楽の様式を下敷きにする作曲家も多いが、その音響結果がアジアを反映することにはなっていないことも多い。
現実的にはタイの民俗音楽を用いて自由に作曲するクリストファー・アドラーのような存在のほうが、タイにとってはむしろ重宝されている。
フライブルクにいるクラウス・フーバーの弟子のカッツ(1957-)が唯一のポスト前衛世代のタイ出身者であろう。
タイは後進国を脱して「中進国」といった扱いであり、先進国ほどではないが西洋音楽への門戸を開いており、クラシックのピアニストや声楽家も珍しいものではなくなっている。近年はタイで国際作曲マスタークラスアンドフェスティバルを行っており、セルビアのミリジャ・ジョルジュビチがその場で優勝するなど、かつての途上国のイメージは払拭されている。

### シンガポール
シンガポールも西洋音楽の需要には積極的で、指揮の分野ではダレル・アンが世界的な認知を受けており、オーケストラも存在するが、現代音楽の分野には目立った人材を、未だ残していない。ただし、諸国際作曲コンクール（ジュネス・ミュジカル・ロマニア）の応募状況を見ると、シンガポールに国籍を置いている人物は数人ほど見られる。2021年度の四川音楽学院主催黄河杯学生対象国際作曲コンクールの受賞者にシンガポール出身者が見られており、中華系とはいえ現代音楽の受容は完全には閉ざされていない。

## 関連文献
- MUSIC SINCE 1900 - 第6版。5版まではSlonimskyの単独編集。
- Baker's Biographical Dictionary of Musicians 9th edition - わずかに誤脱がある。
- Brian Morton（著）、Pamela Collins（編集） (1992-01). Contemporary Composers. St James Pr. ISBN 1558620850 - 1992年の刊行時点で存命であった人物のみの事典。
- 日本の作曲20世紀・音友ムック - 2000年までの100年間に触れられている。
- カイル・ガン アメリカ合衆国の20世紀音楽